# 日本とパラグアイの関係
日本とパラグアイの関係（にほんとパラグアイのかんけい、スペイン語: Relaciones entre Japón y Paraguay、英語: Japan–Paraguay relations）は、日本とパラグアイとの間における国際関係である。
日本とパラグアイ両国ともに、国連と世界貿易機関（WTO）の正規加盟国である。

## 両国の比較
|                   | パラグアイ                    | 日本                            | 両国の差                   |
| ----------------- | ----------------------------- | ------------------------------- | -------------------------- |
| 人口              | 685万人（2016年）             | 1億2711万人（2015年）           | 日本はパラグアイの約18.6倍 |
| 国土面積          | 40万6752 km²                  | 37万7972 km²                    | パラグアイは日本の約1.1倍  |
| 首都              | アスンシオン                  | 東京                            |                            |
| 最大都市          | アスンシオン                  | 東京                            |                            |
| 政体              | 大統領制                      | 議院内閣制                      |                            |
| 公用語            | スペイン語、グアラニー語      | 日本語（事実上）                |                            |
| 国教              | なし                          | なし                            |                            |
| GDP（名目）       | 417億2229万米ドル（2022年）   | 4兆2564億1076万米ドル（2022年） | 日本はパラグアイの約102倍  |
| 一人当たり名目GDP | 6,153.1米ドル（2022年）       | 34,017.3米ドル（2022年）        | 日本はパラグアイの約5.5倍  |
| GDP（購買力平価） | 1083億7394万米ドル（2022年）  | 5兆8621億1629万米ドル（2022年） | 日本はパラグアイの約54倍   |
| 一人当たり実質GDP | 15,982.6米ドル（2022年）      | 46,850.1米ドル（2022年）        | 日本はパラグアイの約2.9倍  |
| 経済成長率        | 0.1%（2022年）                | 1.0%（2022年）                  |                            |
| 軍事費            | 3億6568万8252米ドル（2022年） | 459億9209万米ドル（2022年）     | 日本はパラグアイの約126倍  |
| 地図              |                               |                                 |                            |

## 歴史
日本とパラグアイの関係は1912年、日本からの永住者として初めてパラグアイに渡った佐幸田兼蔵がプエルト・カサードのタンニン工場に勤務したことに始まる。
1919年11月17日、両国間の貿易協定が調印されたことにより、両国の外交関係が開設された。
この二国間関係は第二次世界大戦中に断交された。すなわち、1942年1月28日にパラグアイが日独伊との外交関係を破棄して、遂に1945年2月7日、パラグアイが日独に対して宣戦布告したのである。
1951年9月8日、サンフランシスコにおいて日本国との最終的な平和条約が、日本、パラグアイ、アメリカ合衆国ならびに共産主義国を除く46ヶ国の連合国により署名された。1951年11月28日に日本が、1953年1月15日にパラグアイが同条約を批准したことにより、二国間関係が再開された。両国の国交再樹立後、日本はアスンシオンに大使館を構えている。また、パラグアイは東京に大使館を構えている。
1936年から1959年にかけてパラグアイにやって来た祖先を持つ日系パラグアイ人は、およそ10,000人いる。1953年に日芭拓殖組合は日本人がパラグアイ南部のフェデリコチャベス、ラパス、フジに定住するのを援助した。また日本海外移住振興会社は1959年からイタプア市に農業移住地を開拓した。これらの移住地は地元の農業発展に大きな成功を収めたことから、パラグアイ政府と日本政府は移民協定を結び、1959年から1989年までの間に85,000人の農夫を日本からパラグアイに移民することで合意したが、日本経済が1960年代に回復したため、その30年間にパラグアイに移民したのは7000人にすぎなかった。1959年に締結された移民協定は1989年に効力無期限延長改定され、85,000人の日本人が受け入れ可能となっている。
1954年5月4日、アルフレド・ストロエスネルはクーデターを起こし時のフェデリコ・チャベス政権を打倒。同8月、自らパラグアイの大統領に就任した。ストロエスネル大統領の政治全体には賛否両論があるものの、ことパラグアイ国内の日系社会に対しては、非常に友好的な態度が取られていた。特に日本の明治維新及び戦後復興における発展に興味を持ち、1972年4月にはその発展を目の当たりにするために日本を訪問している。その親日ぶりは、誕生日が明治天皇と同じことから自らを「明治天皇の生まれ変わり」と呼んだという逸話があるほどである。

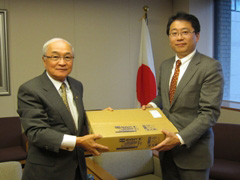
豆腐の無償提供について説明するため外務省を訪れた駐日パラグアイ共和国大使（当時）のナオユキ・トヨトシ（左）。右は外務大臣政務官（当時）の山花郁夫

2011年3月11日の東日本大震災後に日系パラグアイ人農家を中心に「100万丁豆腐プロジェクト」として100万丁分の原料の大豆、製造加工費を日本へ支援した。また東日本大震災に伴う福島第一原子力発電所事故を理由にパラグアイに移住する日本人が増えている。
2021年10月5日、パラグアイ政府から秋篠宮文仁親王と眞子内親王に国家功労勲章が授与された。授与理由は、秋篠宮文仁親王は2006年に、眞子内親王は2016年にそれぞれパラグアイを公式訪問したことと、2021年は日本人のパラグアイ移住85周年に当たり、友好関係に寄与したことである。

## 要人往来
2016年9月10日、パラグアイで日本人移住80周年式典が開かれ、日本からは眞子内親王が出席した。

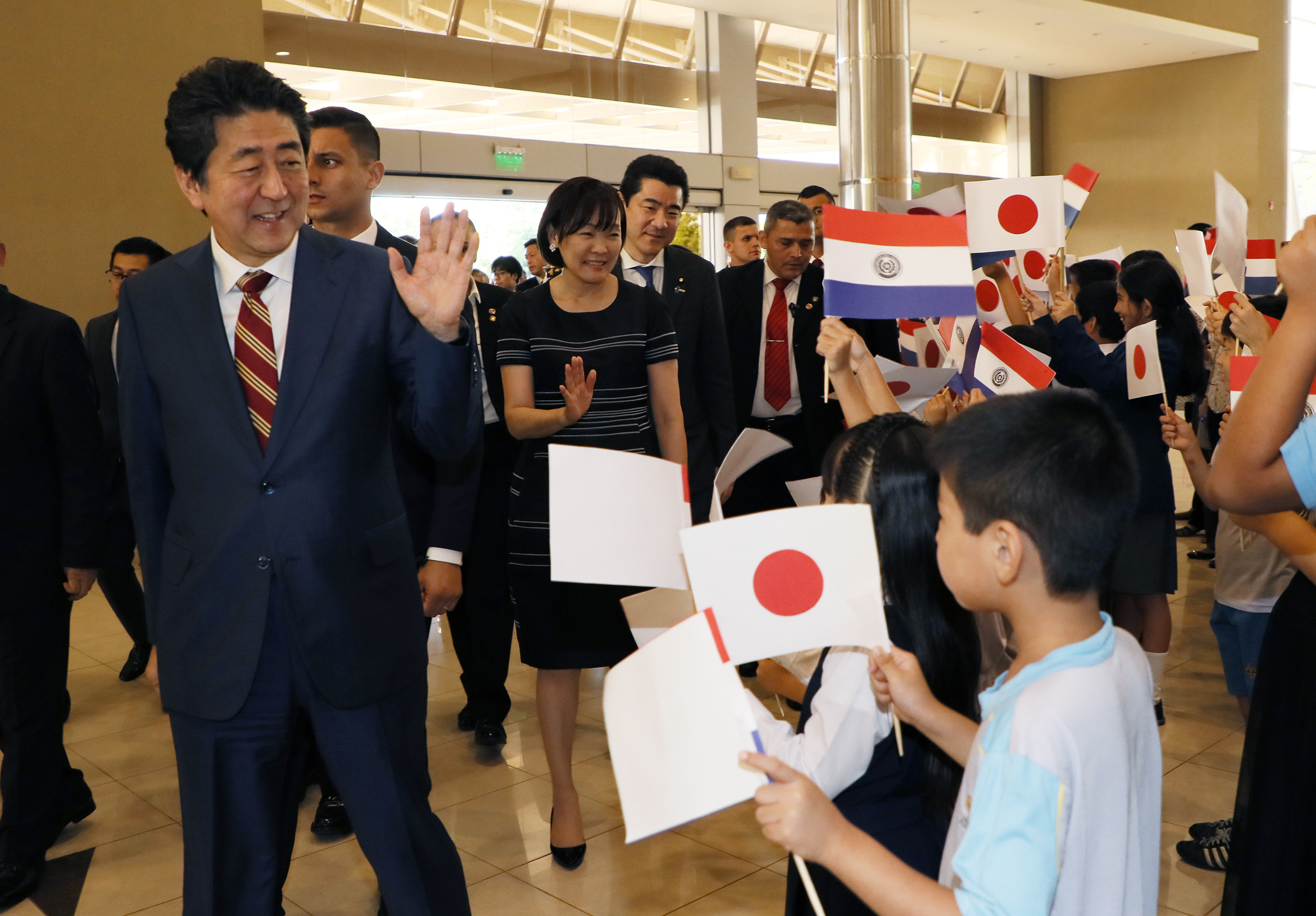
安倍晋三によるパラグアイ訪問

2018年12月3日、安倍晋三が日本の総理大臣として初めてパラグアイ（とウルグアイ）を訪問し、マリオ・アブド・ベニテス大統領と会談、日本が医療機器を供与することなどで合意し、インフラ協力に関する文書の署名式に出席した。その後、現地の日系パラグアイ人と懇談をおこない、安倍晋三総理大臣は「日本とパラグアイは地理的な距離は遠く離れているが、心は近くに感じることができる。日本は常に皆さんと共にあることを忘れないでほしい」と呼びかけた。これについてMBS、BSN、TBSは「両国（パラグアイとウルグアイ）とも日本からの移民の多い国で、このうち、ウルグアイのバスケス大統領との会談では、牛肉の相互輸出を解禁することなどを確認しました」と報じた。

## 外交使節

### 駐日パラグアイ大使・公使

#### 駐日パラグアイ公使
| 代 | 氏名                                 | 在任期間        | 官職名       | 備考                      |
| -- | ------------------------------------ | --------------- | ------------ | ------------------------- |
| 1  | ニコラス・デ・バリ・フレチャ・トレス | 1959年 - 1962年 | 特命全権公使 | 信任状捧呈は11月19日 初代 |

#### 駐日パラグアイ大使
| 代 | 氏名                                               | 在任期間        | 官職名       | 備考                               |
| -- | -------------------------------------------------- | --------------- | ------------ | ---------------------------------- |
| 1  | ニコラス・デ・バリ・フレチャ・トレス               | 1962年 - 1972年 | 特命全権大使 | 信任状捧呈は3月17日 公使より昇格   |
| 2  | デシデリオ・メラニオ・エンシソ                     | 1972年 - 1976年 | 特命全権大使 | 信任状捧呈は4月4日                 |
| 3  | マルコス・マルティネス・メンディエタ               | 1977年 - 1984年 | 特命全権大使 | 信任状捧呈は2月28日                |
| 4  | ファン・カルロス・ラセ・フォン・バルゲン           | 1984年 - 1989年 | 特命全権大使 | 信任状捧呈は10月8日                |
| 5  | フェルナンド・B・コンスタンティニ                  | 1990年 - 1993年 | 特命全権大使 | 信任状捧呈は1月31日                |
| 6  | フェデリコ・マンデルブルゲル                       | 1993年 - 1996年 | 特命全権大使 | 信任状捧呈は5月27日                |
| 7  | ミゲール・アンヘル・ソラノ・ロペス・カスコ         | 1997年 - 2004年 | 特命全権大使 | 信任状捧呈は4月28日                |
|    | ルイス・エステバン・パエス・ゴンサレス             | 2004年          | 臨時代理大使 |                                    |
| 8  | イサオ・タオカ（田岡功）                           | 2004年 - 2009年 | 特命全権大使 | 信任状捧呈は9月14日                |
|    | ミルコ・ソト・サプリザ                             | 2009年          | 臨時代理大使 |                                    |
| 9  | ナオユキ・トヨトシ（豊歳直之）                     | 2009年 - 2017年 | 特命全権大使 | 信任状捧呈は12月8日 旭日大綬章受章 |
|    | ミゲル・ダリオ・テオドロ・マルドナド・ガブリアゲス | 2017年          | 臨時代理大使 |                                    |
| 10 | ラウル・アルベルト・フロレンティン・アントラ       | 2017年 - 2024年 | 特命全権大使 | 信任状捧呈は2月16日                |
|    | フアン・マヌエル・ペーニャ・ベヘガ                 | 2024年          | 臨時代理大使 |                                    |
| 11 | マリオ・マサユキ・トヨトシ（豊歳マリオ・マサユキ） | 2024年 -        | 特命全権大使 | 信任状捧呈は10月10日               |